# Cube Zero
Cube Zero är en kanadensisk långfilm från 2004 i regi av Ernie Barbarash, med Zachary Bennett, David Huband, Stephanie Moore och Martin Roach i rollerna.
Filmen är en uppföljare till filmerna Cube från 1997 och Cube 2 från 2002. I Cube Zero får man veta mer om den kub, i vilken personerna är instängda, och man får träffa några av de personer som arbetar utanför och se deras syn på kuben, även om man inte får några direkta svar utifrån deras synvinkel heller. Den här filmen är en så kallad prequel, det vill säga den utspelar sig före händelserna i Cube och Cube 2. Filmens slut övergår därför i det som inträffade i inledningen på den första filmen, Cube. ("Zero" är "noll" på engelska.)

## Handling
Filmens inledning visar två av de personer som sköter kuben, Eric Wynn (spelas av Zachary Bennett) och Dodd (spelas av David Huband). De två övervakar personerna som befinner sig i kubens olika rum, men Eric börjar alltmer förlora tilltron till projektet. Man får snart veta att alla som hamnar i kuben är dödsdömda brottslingar, som istället för att avrättas skrivit under ett intyg på att låta sig stängas in i kuben och spela, så att säga laboratorieråttor. För skaparna av kuben är meningen med hela experimentet att testa hur människor reagerar inför olika fällor, vilka var och en utgör en ny typ av vapen, exempelvis gift och olika explosiva medel vilka dessutom är apterade på en mängd olika mer eller mindre illistiga sätt. Var och en som placerats i kuben har på något sätt fått minnet av sitt tidigare liv utraderat (gissningsvis efter att ha skrivit under intyget). Hade personerna som befinner sig där inne inte haft sina namn tryckta på kläderna de bär, skulle ingen av dem veta vem han eller hon egentligen är.
Eric börjar plötsligt känna ömhet inför den kvinna, Cassandra (spelas av Stephanie Moore), som befinner sig i kuben, och när han går igenom sina papper, finner han inget intyg inlämnat av henne att hon frivilligt skulle ha gått med på att låta sig testas. Hon är således oskyldig. Han ger sig då själv in i kuben för att försöka rädda henne.

## Rollista
| Zachary Bennett     | – Eric Wynn         |
| David Huband        | – Dodd              |
| Stephanie Moore     | – Cassandra Rains   |
| Martin Roach        | – Robert P. Haskell |
| Terri Hawkes        | – Jellico           |
| Richard McMillan    | – Bartok            |
| Mike 'Nug' Nahrgang | – Meyerhold         |
| Tony Munch          | – Owen              |
| Michael Riley       | – Jax               |
| Joshua Peace        | – Finn              |
| Diego Klattenhoff   | – Quigley           |
| Alexia Filippeos    | – Anna              |
| Jasmin Geljo        | – Ryjkin            |